# Jaroslav Jenerál
Jaroslav Jenerál (* 14. září 1944) byl český a československý politik Komunistické strany Československa, za normalizace předseda Ústředního výboru Socialistického svazu mládeže, poslanec České národní rady a Sněmovny národů Federálního shromáždění, po sametové revoluci poslanec Sněmovny lidu Federálního shromáždění za KSČM.

## Biografie
Narodil se v roce 1944 v Blížkovicích u Znojma.
V letech 1972–1982 byl místopředsedou Ústředního výboru Socialistického svazu mládeže, v letech 1978–1982 zároveň předsedou českého Ústředního výboru Socialistického svazu mládeže. Od roku 1982 pak působil jako předseda ÚV SSM a člen předsednictva Ústředního výboru Národní fronty.
XVI. sjezd KSČ ho zvolil za kandidáta Ústředního výboru Komunistické strany Československa. XVII. sjezd KSČ ho zvolil členem ÚV KSČ.
Ve volbách roku 1981 byl zvolen do České národní rady. Zasedal v jejím předsednictvu. Ve volbách roku 1986 zasedl za KSČ do české části Sněmovny národů (volební obvod č. 49 – Brno-město III, Jihomoravský kraj). Netýkal se ho proces kooptací do Federálního shromáždění po sametové revoluci.
Během sametové revoluce se pohyboval v užších kruzích KSČ. Popisoval mocenské tlaky mezi Gustávem Husákem a Občanským fórem. Marián Čalfa byl podle Jenerála jmenován Husákem za premiéra proto, aby bylo zabráněno scénáři, kdy by se novým prezidentem stal Alexander Dubček (Čalfa měl napojení na Václava Havla).
Ve volbách roku 1990 byl zvolen do Sněmovny lidu za KSČM. Setrval zde do konce funkčního období, tedy do voleb roku 1992.